# Britisk engelsk
Britisk engelsk (eller blot britisk) er en variant af sproget engelsk og tales i nationen Storbritannien. Termen bruges samlende, selvom der findes mange undervarianter i Storbritannien såsom cockney, walisisk engelsk og skotsk engelsk. Variationen er størst i talt britisk, mens det skrevne sprog er mere homogent.

## Britisk-engelsk stavemåde
Modsat amerikansk engelsk staves ord som colour, flavour og honour med U imellem O'et R'et og de fire ord defence, offence, pretence og licence staves med C i stedet for S. Ord som centre, sabre, sceptre og theatre ender på -re i stedet for -er, imedens ord som traveller, worshipping, woollen, etc. staves med dobbeltkonsonant i stedet for enkelt.
Hvad angår -ise-/ize- ord (eksempelvis realise/realize, recognise/recognize og civilisation/civilization) kan disse på britisk engelsk staves på begge måder, hvorimod de på amerikansk engelsk altid staves med Z. Er ordet derimod med Y (som i analyse og paralyse) staves det udelukkende med S på britisk engelsk.
Derudover er der masser af "uregelmæssige" staveforskelle imellem britisk engelsk og amerikansk engelsk, som for eksempel: (BrE)axe/(AmE)ax, grey/gray, sulphur/sulfur.

## Wikipedia
På den engelske Wikipedia bruges britisk engelsk stavemåde om emner, der vedrører Europa og britiske forhold. Amerikansk stavemåde bruges om emner vedrørende USA og amerikanske forhold.